# Грамоз Ручі
Грамоз Ручі (алб. Gramoz Ruçi; нар. 6 грудня 1951, Саларі, округ Тепелена) — албанський політик.

## Біографія
Він вивчав хімію, працював викладачем. Одружений з 1976 року, має двох дітей. Він володіє грецькою та італійською мовами.
У 1985 році Ручі почав свою політичну кар'єру у лавах Партії праці. Він був обраний першим секретарем Партії праці в окрузі Тепелена у 1988 році, а у 1990 році він був призначений на посаду міністра внутрішніх справ, яку обіймав лише протягом 2,5 місяців.
З 1992 по 1996 рік він був генеральним секретарем Соціалістичної партії. З 1997 року він є членом парламенту, очолював парламентську групу соціалістів.В 2000 році він був обраний лідером парламентської групи, залишаючись на цьому посту до 2005 року.